# Huenes Marcelo Lemos
Huenes Marcelo Lemos (født 5. december 1981) er en tidligere brasiliansk fodboldspiller.